# فرق ومنظمات عالم مارفل السينمائي
عالم مارفل السينمائي (MCU) هو امتياز إعلامي أمريكي وكون مشترك يركز على أفلام الأبطال الخارقين ومسلسلات أخرى من بطولة أبطال خارقين مختلفين تم إنتاجهم بشكل مستقل بواسطة استوديوهات مارفل ويستندون إلى شخصيات تظهر في الكتب المصورة الأمريكية التي تنشرها مارفل كومكس . تم إنشاء الكون المشترك، مثل عالم مارفل الأصلي في الكتب المصورة، من خلال دمج عناصر الحبكة والإعدادات والممثلين والشخصيات المشتركة. على مدار الأفلام والوسائط ذات الصلة (مثل المسلسلات القصيرة على ديزني+ )، تم تشكيل العديد من الفرق والمنظمات، ولكل منها أهداف وأغراض مختلفة.

## الفرق والجماعات

### المنتقمون

شعار المنتقمون

المنتقمون هم الفريق المركزي للأبطال الخارقين في "ملحمة اللانهائية" ضمن عالم مارفل السينمائي . تم إنشاء الفريق بواسطة نيك فيوري ويقوده بشكل أساسي ستيف روجرز / كابتن أمريكا ، وهو منظمة مقرها الولايات المتحدة تتكون بشكل أساسي من أفراد معززين ملتزمين بحماية العالم من التهديدات. يعمل المنتقمون في ولاية نيويورك ؛ بدءًا من برج المنتقمون في وسط مانهاتن ، وبعد ذلك، من مجمع المنتقمون في شمال ولاية نيويورك .

### أبناء ثانوس
كان أبناء ثانوس فريقًا من النخبة من الأشخاص الأقوياء الذين خدموا ثانوس كجنرالات وعملاء. تبنى ثانوس ستة أطفال معروفين - إيبوني ماو ، وبروكسيما ميدنايت ، وكورفوس غلايف ، وكول أوبسيديان ، وغامورا ، ونيبيولا - ودربهم على أساليب القتال، وحول كل منهم إلى محارب مميت. مع مرور السنين، انقلبت غامورا ونيبيولا على ثانوس، في حين استمر بقية أطفاله في خدمته بإخلاص.
في عام 2018، عندما بدأ ثانوس حملته للحصول على أحجار اللانهائية الستة، أرسل أطفاله إلى الأرض لاستعادة أحجار الزمن والعقل. حاول ماو وأوبسيديان إزالة الأول من عين أغاموتو للدكتور سترينج بينما حاول جلايف وميدنايت سرقة الأخير من فيجن.  بعد خمس سنوات، سافرت إصدارات بديلة من أطفال ثانوس من عام 2014 عبر الزمن إلى عام 2023 وشاركت في المعركة بين قوات ثانوس والمنتقمون، وحراس المجرة ، وأساتذة الفنون الصوفية ، والمدمرون . قُتل أوبسيديان وجلايف أثناء المعركة، بينما تفككت ماو وميدنايت بعد أن جمع ستارك أحجار اللانهاية وفرقع أصابعه.  نسخة بديلة معروضة في ماذا لو...؟ يظهر كيف خسر ثانوس الفريق أمام الجامع عندما أصبح صالحًا.
ظهر الفريق في أفلام المنتقمون: الحرب اللانهائية و المنتقمون: نهاية اللعبة ؛ بالإضافة إلى المسلسل المتحرك ماذا لو...? على ديزني+.، حيث يشار إليهم باسم النظام الأسود . :13:08–13:12

### دورا ميلاجي

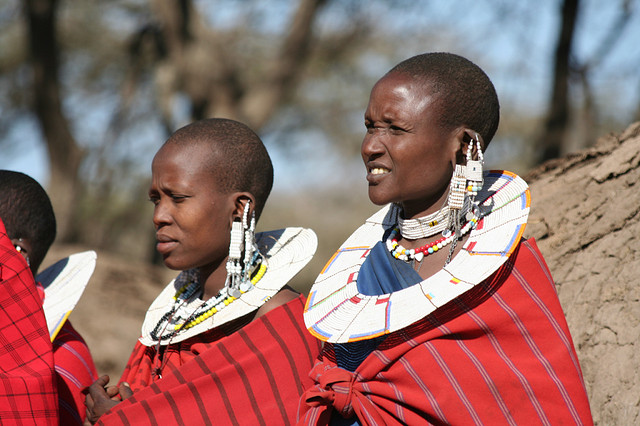
ألهم شعب الماساي في كينيا حوالي 80% من تصميم دورا ميلاجي.

دورا ميلاجي ، والمعروفة أيضًا باسم دورا ، هي منظمة النخبة من حارسات الشخصية الإناث وقوات واكاندا الخاصة. الجنرال الحالي هو أيو . تجسد فلورنس كاسومبا شخصية أيو ، أحد أعضاء دورا ميلاجي، في فيلم كابتن أمريكا: الحرب الأهلية ، كحارس لتيشالا.  ويظهرون بعد ذلك في فيلم النمر الأسود . تعيد فلورنس كاسومبا تمثيل دورها،  وتجسد داناي جوريرا دور أوكوي،   وتجسد سيديل نويل دور زوليسوا  بينما تجسد ماريا أبني وجانيشيا آدامز جينيارد وماريا هيبوليت وماري موروم وجينيل ستيفنز وزولا ويليامز وكريستين هولينغسورث وشونيت رينيه ويلسون دور دورا ميلاجي التي لم يتم ذكر اسمها.  بعد أن استولى كيلمونغر على واكاندا وقتل تي شالا على ما يبدو، وقفت دورا ميلاجي إلى جانبه على مضض حيث يجب أن يظلوا مخلصين للعرش. بعد عودة تي شالا، تقاتل دورا ميلاجي كيلمونغر، على الرغم من مقتل زوليسوا في هذه العملية.في عام 2018، انضمت دورا ميلاجي إلى المنتقمون في الدفاع عن واكاندا من قوات ثانوس .،  بينما يقاتلون قوات ثانوس مرة أخرى في عام 2023. في عام 2024، بعد أن تمكن باكي بارنز من تهريب هيلموت زيمو من السجن، طاردته دورا ميلاجي،   وألقت القبض عليه في النهاية قبل إرساله إلى الطوافة . ينصح آيو بارنز بعدم العودة إلى واكاندا لبعض الوقت، على الرغم من أنه قادر على أن يطلب منهم تصميم بدلة لسام ويلسون.
ظهروا في أفلام كابتن أمريكا: الحرب الأهلية و النمر الأسود و المنتقمون: الحرب اللانهائية و المنتقمون: نهاية اللعبة و النمر الأسود: واكاندا للأبد ؛ بالإضافة إلى المسلسل التلفزيوني الفالكون وجندي الشتاء و ماذا لو...؟ على ديزني+ .

### الأربعة المذهلين
الأربعة المذهلون هو فريق مشهور عالميًا مكون من أربعة أبطال خارقين على الأرض-828 ، يتكون من ريد ريتشاردز / السيد المذهل ، وسو ستورم / المرأة الخفية ، وجوني ستورم / الشعلة البشرية ، وبن غريم / الشيء . كان الفريق في الأصل عبارة عن مجموعة من أربعة رواد فضاء ذهبوا إلى الفضاء الخارجي وتعرضوا للإشعاع الكوني، مما منحهم قوى خارقة.
لقد ظهروا في فيلم ذا فانتستك 4: الرحلة الأولى .

### حراس المجرة

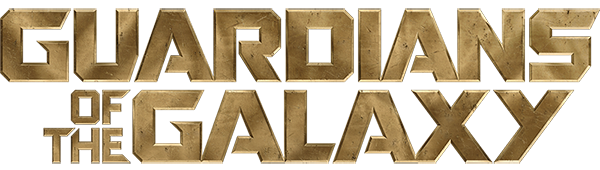
شعار سلسلة أفلام حراس المجرة

حراس المجرة هم مجموعة من الخارجين عن القانون الذين اجتمعوا لحماية المجرة من التهديدات. الأعضاء المؤسسون للمجموعة هم ستار لورد ، وغامورا ، ودراكس ، وروكيت ، وغروت . تم توسيع عضوية الفريق لاحقًا بإضافة يوندو أودونتا و مانتيس بينما حصلوا على مساعدة مؤقتة من نيبولا في قتالهم ضد إيغو . كما يساعد كراغلين الفريق في المواجهة النهائية.  بعد مرور أربع سنوات، ساعدوا ثور والمنتقمون في مواجهة ثانوس في محاولته لجمع أحجار اللانهائية الستة. ينجح ثانوس في جمع كل الأحجار، ويقتل غامورا في هذه العملية، ويدمر نصف الحياة في الكون، مع ستار لورد، ودراكس، ومانتيس، وغروت من بين ضحاياه، مع نجاة روكيت ونيبيولا فقط. بعد أن قام ثانوس بتدمير الأحجار وإعدامه على يد ثور، أصبح روكيت ونيبيولا أعضاء في فريق المنتقمون. في عام 2023، يستخدمون عالم الكم للسفر إلى عوالم بديلة لاستعادة أحجار اللانهاية. لقد نجحوا، لكن نسخة بديلة من ثانوس في عام 2014 أصبحت على دراية بوجود نيبولا الأخرى، وقام بالقبض عليها، وأرسلت نيبولا الخاص به إلى الحاضر في مكان نيبولا السابقة. تؤدي نيبولا البديلة إلى جلب ثانوس البديل وجيشه إلى الكون الرئيسي، حيث يقوم بتدمير مجمع المنتقمون من أجل الحصول على الأحجار لقتل الكون بأكمله. تنجح نيبولا في إقناع غامورا البديلة بالانضمام إليها في معارضة ثانوس، وتقتل نظيرتها البديلة. تنجح القوات المشتركة للمنتقمون والحراس وجميع حلفائهم في صد قواته، والقضاء على ثانوس البديل وجيشه. بعد ذلك، ينضم نيبولا وثور إلى الحراس، ويتبادلان النكات بأنهم أصبحوا الآن " أهل أسغارد المجرة "، ويتجادلان مازحين مع كويل حول قيادة الفريق.
في عام 2024، ساعد الفريق ثور على استعادة لياقته البدنية وانضم إليهم كراغلين، الذي يرتدي الآن (رغم أنه لا يزال يتكيف) "سهم الزعنفة والياكا" الخاص بـ يوندو الراحل. يذهبون في العديد من المغامرات في جميع أنحاء المجرة. على كوكب إنديغار، التقوا بكورغ . هناك، يقرر ثور ترك الحراس بحثًا عن إجابات بعد أن علم بقتل الآلهة في جميع أنحاء الكون.  في عام 2025، كما هو موضح في "حراس المجرة عرض العطلة"، حصل الفريق على قدر كبير من المال والموارد من خلال إنقاذ الكون وشراء منزل نووير السابق من "المجمع"، لاستخدامه كقاعدة عملياتهم. ثم ينضم كوزمو الكلب الفضائي إلى الفريق ويساعدهم في إعادة بناء نووير. يقوم مانتيس ودراكس بإقامة احتفال عيد الميلاد لكويل بمساعدة الأوصياء الآخرين وسكان نووير. في عام 2026، كان كويل يصاب بالسكر بشكل متكرر بسبب حزنه على غامورا، بينما نجح الفريق في بناء مقرهم الرئيسي. في إحدى الليالي، يتعرضون لهجوم من قبل آدم وارلوك ، الذي يصيب روكيت بجروح خطيرة، وتهزمه نيبولا. يغادر الفريق في سفينتهم الجديدة، ويكلفون كوزمو وكراجلين بمراقبة نووير. يتوجهون إلى أورغوكورب ويوقفهم المدمرون، حيث يتم تكليف النسخة البديلة من غامورا بمساعدتهم. قاموا باسترجاع ملف روكيت وغادروا إلى كاونتر إيرث . يغادر كويل وغروت للقاء التطوري العالي ، بينما يضطر نيبيولا إلى البقاء بالخارج. يتمكن كويل وغروت من الهروب مع أحد رجال التطور العالي ويستعيدان الرمز لإنقاذ روكيت. انضمت نيبولا إلى مانتيس ودراكس، ودخلت السفينة لإنقاذ كويل وغروت، ولكن تم القبض عليها بدلاً من ذلك. غامورا تحمي روكيت وتلتقط كويل وغروت. يقدم كويل الكود، لكن روكيت يتوقف عن العمل، ومع ذلك يتم إنعاشه بواسطة كويل. بعد أن علم أن الآخرين تم القبض عليهم، طلب كويل من كراغلين إحضار نووير إلى سفينة التطور العالي. يهزم الفريق التطوري العالي وتستخدم كوزمو قواها لمنع السفينة من الاصطدام بـ نووير وتوفير مخرج آمن للحيوانات والأطفال المأسورين. يكاد كويل أن يموت لكن يتم إنقاذه من قبل وارلوك. بعد ذلك، يقول كويل وداعًا لغامورا ويخبر الفريق أنه يغادر إلى الأرض. تعلن مانتيس أنها ستغادر لاكتشاف ذاتها، وتطلب نيبولا من دراكس مساعدتها في تربية الأطفال في نووير. بعد ذلك، يمنح كويل روكيت لقب الكابتن ويسمح له بالاحتفاظ بجهاز زون الخاص به.
بعد مرور بعض الوقت، ينطلق روكيت، على رأس فريق جديد يتكون من غروت الذي أصبح ضخمًا، وكوزمو، وكراغلين، ووارلوك، وحيوان وارلوك الأليف بلورب، وفيلا، أحد الأطفال الذين تم إنقاذهم، في مهمة على كريلور.
ظهروا في أفلام حراس المجرة ، حراس المجرة 22 ، المنتقمون: حرب اللانهاية ، المنتقمون: نهاية اللعبة ، ثور: الحب والرعد ، وحراس المجرة 3.3 ؛ بالإضافة إلى برنامج ديزني+ التلفزيوني الخاص حراس المجرة عرض العطلة والمسلسل المتحرك ماذا لو...? .

### حراس الكون المتعدد

حراس الكون المتعدد كما هو موضح في ماذا لو ...؟ الحلقة " ماذا لو... حنث المراقب بقسمه؟ "

حراس الكون المتعدد هي مجموعة مكونة من الأبطال الخارقين والأشرار الخارقين من جميع أنحاء الكون المتعدد . تم تجميع المجموعة من قبل المراقب بهدف إيقاف نسخة بديلة من ألترون من تدمير الكون المتعدد. أعضاء المجموعة هم بيغي كارتر / الكابتن كارتر ، تي تشالا / ستار لورد ، ثور ، إريك "كيلمونغر" ستيفنز ، غامورا ، ناتاشا رومانوف / الأرملة السوداء ، وستيفن سترينج / دكتور سترينج سوبريم . بعد معركة طويلة، يهزم الفريق ألترون، لكن كيلمونغر يدخل في مبارزة مع أرنيم زولا على أحجار اللانهائية . بعد ذلك، يلقي سترانج سبريم تعويذة تؤدي إلى سجن الاثنين داخل بُعد جيب قبل أن يتم تفكيك الفريق، ويعود إلى عالميهما بواسطة المراقب. ومع ذلك، يتم نقل رومانوف إلى عالم آخر ، حيث تم تدمير عالمها الخاص على يد ألترون.
وبعد مرور بعض الوقت، اجتمع أعضاء الفريق الناجون لفترة وجيزة إلى جانب كاهوري ، وبيردي البطة، وأورورو مونرو / ستورم إلهة الرعد .
ظهرت في سلسلة الرسوم المتحركة ماذا لو...؟ .

### عواء الكوماندوز

قوات الكوماندوز العواء كما تم تصويرها في فيلم كابتن أمريكا: المنتقم الأول.

قوات الكوماندوز الهادرة هي وحدة قتالية نخبوية قادها كابتن أمريكا (قام بدوره كريس إيفانز ) خلال الحرب العالمية الثانية. في نهاية الحرب وبعد وفاة كابتن أمريكا الظاهرة، استمرت وحدتهم في النشاط وكان يقودها دوم دوم دوجان (قام بدوره نيل ماكدونو ). تم تقديمهم لأول مرة في فيلم Captain America: The First Avenger . كانوا مكونين من رجال تم تحريرهم من معسكر سجن الهيدرا بواسطة روجرز. وشمل عددهم أيضًا باكي بارنز ، وجابي جونز ، وجيمس مونتجومري فالسوورث ، وجيم موريتا ، وجاك ديرنييه (قام بتجسيد الشخصية سيباستيان ستان ، وديريك لوك ، وجيه جيه فيلد ، وكينيث تشوي ، وبرونو ريتشي على التوالي). يظهر دوغان وموريتا في مشهد استرجاعي في حلقة " Shadows " من المسلسل التلفزيوني الواقعي Agents of SHIELD ، حيث يعيد ماكدونو وتشوي تمثيل أدوارهما الخاصة. يساعدون بيجي كارتر ( هايلي أتويل ) في القبض على عملاء الهيدرا بعد أحداث المنتقم الأول . يظهر الكوماندوز العواء في الحلقة الحية من مسلسل العميل كارتر " السقف الحديدي "، المكون من دوجان (أعاد ماكدونو تمثيله) والأعضاء الجدد هابي سام سوير ( ليونارد روبرتس )، وجونيور جونيبر (جيمس أوستن كير)، وبينكي بينكرتون ( ريتشارد شورت ).  بينما يساعد الفريق كارتر في مهمة إلى روسيا، يكشف جونيبر أنه هو من ابتكر اسم "Howling Commandos" قبل أن يُقتل لاحقًا أثناء العمل.
في فيلم Captain America: The Winter Soldier لعام 2014، تم التعرف على الفريق على وجه التحديد باسم Howling Commandos كجزء من معرض سميثسونيان . في عملاء SHIELD ، يستخدم الفريق معدات Howling Commandos القديمة التي قدمها العميل أنطوان تريبلت وهو حفيد أحد أفراد Howling Commandos.
تظهر إصدارات الجدول الزمني البديلة لـ Howling Commandos في المسلسل المتحرك What If...? على Disney+ الحلقة " ماذا لو... كان الكابتن كارتر هو المنتقم الأول؟ ".
ظهروا في أفلام Captain America: The First Avenger و Agent Carter ، بالإضافة إلى المسلسل التلفزيوني Agents of SHIELD و Agent Carter بالإضافة إلى المسلسل المتحرك Disney+ What If...؟ .

### ملائكة منتصف الليل
ملائكة منتصف الليل عبارة عن زوج من محاربي واكاندا يتكون من أوكوي وأنيكا ، وكلاهما مجهز بدروع متقدمة بناها شوري .
لقد ظهروا في فيلم Black Panther: Wakanda Forever .

### المنتقمون الجدد
ال المنتقمون الجدد ، الملقبون في الأصل بـ الصواعق هي مجموعة من الأفراد الذين تعاونوا بعد استهدافهم من قبل فالنتينا أليجرا دي فونتين وعملوا معًا لإيقاف الفراغ . بعد انتصارهم، تلاعب دي فونتين بالوضع ليعلن الفريق باسم "المنتقمون الجدد"، وهو تكرار جديد للمنتقمون ، والذي قوبل باستقبال مختلط من الجمهور. يتكون الفريق من يلينا بيلوفا ، وباكي بارنز ، وجون ووكر ، وبوب رينولدز ، وأليكسي شوستاكوف ، وأفا ستار . 
يظهر الفريق لأول مرة في فيلم Thunderbolts* وسيظهر بعد ذلك في فيلم Avengers: Doomsday . 

### الثائرون
الثائرون هو فريق من سجناء ساكار السابقين الذين جمعهم ثور للهروب من الكوكب وهزيمة هيلا . يتكون الفريق من ثور، لوكي ، هالك ، فالكيري ، كورج ، وميك . باستثناء لوكي، الذي خنقه ثانوس حتى الموت، نجا الفريق من راجناروك والهجوم على رجل الدولة .
ظهروا في فيلم Thor: Ragnarok ومسلسل Disney+ Loki (لقطات أرشيفية).

### جماعة سالم
كانت جماعة سالم جماعة سحرة مقرها في سالم، ماساتشوستس . في عام 1693، أثناء محاكمات الساحرات في سالم ، أحضرت الجماعة واحدة من أعضائها، أجاثا هاركنس ، إلى الغابة. لقد توسلت إليهم أن ينقذوها ولكن تم ربطها إلى عمود خشبي بروابط سحرية. سألتها إيفانورا هاركنس، والدتها، إذا كانت ساحرة، وهو ما اعترفت به أجاثا. ردت إيفانورا قائلة أنها خانت جماعتها وسرقت المعرفة فوق مكانها وأنها مارست أظلم أنواع السحر، وهو ما أنكرته أجاثا. حاولت الساحرات قتل أجاثا باستخدام أشعة الطاقة بينما توسلت أجاثا إلى إيفانورا. استمرت أجاثا في البكاء حتى سيطرت عليها قواها وعكست تأثير الأشعة على الساحرات وقتلتهم. تمكنت أجاثا من التحرر من العمود وقتلت إيفانورا قبل أن تأخذ البروش من جثة والدتها وتطير بعيدًا.
ظهرت في مسلسل WandaVision على Disney+.

### ستارفورس
قوة النجوم هي قوة مهام عسكرية نخبوية من محاربي الكري المهرة في خدمة إمبراطورية الكري . بقيادة يون روج (الذي جسده جود لو في فيلم Captain Marvel لعام 2019)، تضم المجموعة أيضًا فيرس وكوراث ومين إيرفا وأت لاس وبرون تشار (الذي جسده بري لارسون ودجيمون هونسو وجيما تشان وألجينيس بيريز سوتو ورون تيمتي على التوالي). شوهدت المجموعة لأول مرة وهي تذهب إلى كوكب تورفا لإنقاذ كشاف كري يدعى سوه لار. يتم القبض على فيرس في كمين سكرل بقيادة تالوس، لكنه يهرب إلى الأرض ويتواصل مع يون روج. بعد محادثات مع تالوس واكتشاف لاجئي سكرل الذين أخفاهم مار فيل، تصل ستارفورس إلى الأرض وتأسر سكرل ، ونيك فيوري ، وماريا رامبو ، وجوس . يتم وضع فيرس، في هويتها المستعادة كارول دانفرز، في إرسال مع الذكاء الأعلى. بعد تحررها وزيادة درجة حرارة الغرسة التي حدت من قدراتها، تقاتل كارول دانفرز جنود ستارفورس وكري لإنقاذ نيك فيوري، وماريا رامبو، والسكرولز؛ يتم قتل معظم الكري المعارضين أو إصابتهم بالعجز.
لقد ظهروا في فيلم كابتن مارفل .

### مركز قيادة العمليات الاستراتيجية
كان مركز قيادة العمليات الاستراتيجية ، المعروف أيضًا باسم SOCC ، قوة مهام خاصة بقيادة ثاديوس روس من أجل مطاردة الهيكل . كجزء من جيش الولايات المتحدة ، تعقبت منظمة SOCC بانر في ريو دي جانيرو ، البرازيل وحاولت القبض عليه، لكن بانر تحول إلى هالك وتمكن من الهرب. بعد ذلك، يواجه أعضاء SOCC الهيكل في كلية جرايبورن ويعتقلون بانر، لكنهم يضطرون إلى أن يصبحوا حلفاء مؤقتين معه أثناء قتاله مع البغيض في هارلم .
ظهرت في فيلم The Incredible Hulk .

### فالكيري
كانت الفالكيري مجموعة من المحاربات الآسغارديات اللاتي خدمن تحت قيادة أودين . تم وصفهم من قبل ثور بأنهم "أسطورة"، حيث أقسموا على حماية العرش والطيران على الخيول المجنحة . أثناء إحدى مهماتهم، أرسلهم أودين إلى هيل لمنع ابنته هيلا من الهروب. ومع ذلك، قامت هيلا بمفردها بقتل جميع الفالكيري باستثناء واحدة قبل أن يصل أودين ويوقفها. بعد تعرضها لصدمة شديدة بسبب هذه التجربة، غادرت فالكيري الوحيدة الباقية على قيد الحياة أسكارد وأصبحت صائدة جوائز ، تخدم جراند ماستر في ساكار باعتبارها "سكرابر 142".
لقد ظهروا في فيلم ثور: راجناروك .

### المحاربون الثلاثة
المحاربون الثلاثة هم مجموعة من المحاربين/المغامرين الآسغارديين، تتكون من هوجون وفاندرال وفولستاج ، حيث جسد جوشوا دالاس فاندرال في البداية، وتادانوبو أسانو دور هوجون، وراي ستيفنسون دور فولستاج.   غالبًا ما يقاتلون جنبًا إلى جنب مع ثور والسيدة سيف .  حل زاكاري ليفي لاحقًا محل جوشوا دالاس في دور فاندرال.    في النهاية، قُتل فاندرال وهوجون وفولستاج على يد هيلا أثناء استيلائها على أسكارد .
ظهروا في أفلام Thor و Thor: The Dark World و Thor: Ragnarok ؛ بالإضافة إلى المسلسل المتحرك What If...? على Disney+. 

## الشركات

### ميكانيكا الأفكار المتقدمة
شركة ميكانيكا الأفكار المتقدمة، المعروفة اختصارًا باسم إيم ، كانت شركة بحث وتطوير علمية أسسها ألدريتش كيليان . في عام 1999، حاول كيليان تعيين توني ستارك ، لكنه فشل وبدلاً من ذلك اقتربت منه مايا هانسن ، التي وافقت على الانضمام إلى المنظمة وتطوير تكنولوجيا التلاعب الجيني إكستريميس. على مر السنين، جمعت إيم جيشًا من جنود أقصى الحدود، لكن العديد منهم أصبحوا غير مستقرين وانفجروا. وللتغطية على الحوادث، استأجر كيليان الممثل الفاشل تريفور سلاتري ليتظاهر بأنه الماندرين ويعلن مسؤوليته عن "الهجمات". في نهاية المطاف، لفتت أفعال الماندرين انتباه توني ستارك ، الذي دمر قصره فيما بعد على يد أيم، بينما اختطف كيليان الرئيس الأمريكي ماثيو إليس . في النهاية، يتم إيقاف كيليان من قبل ستارك وجيمس رودس ، ثم يتم قتله على يد بيبر بوتس .
ظهرت في فيلم الرجل الحديدي 3 .

### بيستمان سالفاج
كانت شركة بيستمان سالفاج شركة مقرها في نيويورك مملوكة ومدارة من قبل أدريان تومز. ومن بين الموظفين الآخرين فينياس ماسون، وهيرمان شولتز، وجاكسون برايس، وراندي فالي. أغلقت هذه الشركة أبوابها بعد أن تولت إدارة مكافحة الأضرار عقودها، مما دفع تومز إلى اختيار حياة الجريمة لدعم أسرته.
ظهرت في فيلم سبايدر-مان: العودة للوطن .

### فيست
الغذاء والمساعدات الطارئة والمأوى والتدريب ، والمعروفة باسمها المختصر فيست، هي منظمة خيرية أمريكية غير ربحية. في عام 2024، عملت ماي باركر في مؤسسة فيست لإطعام الفقراء والجوعى في نيويورك. أثناء إحدى نوبات عملها، يبحث نورمان أوزبورن النازح حديثًا عن مأوى في مركز فيست المجتمعي، وتعتني به ماي حتى يصل ابن أخيها بيتر باركر لمرافقته إلى ملجأ نيويورك ، الذي يضم جميع الأفراد النازحين الآخرين من جميع أنحاء الكون المتعدد .
ظهرت في فيلم سبايدر-مان: لا عودة إلى الديار .

### مؤسسة المستقبل
مؤسسة المستقبل هي منظمة دولية غير حكومية أسستها سو ستورم / المرأة الخفية ، والتي نجحت في تحقيق نزع السلاح العالمي والسلام من خلال الدبلوماسية الاستباقية. رئيس هيئة الأركان للمنظمة هو لين نيكولز .
ظهرت في فيلم ذا فانتستك 4: الرحلة الأولى .

### غودمان، ليبر، كورتزبيرج وهوليواي
شركة غودمان وليبر وكورتزبيرج وهوليواي ، المعروفة باسمها الأولي جي إل كى&إتش، هي شركة محاماة أمريكية تعمل في مدينة نيويورك ولوس أنجلوس. هولدن هوليواي هو شخصية في المسلسل، يلعب دورها ستيف كولتر. وتشير أسماء الشركاء غير المرئيين الآخرين إلى مارتن غودمان (المولود باسم مو غودمان)، وستان لي (المولود باسم ستانلي ليبر)، وجاك كيربي (المولود باسم جاكوب كورتزبيرج).
ظهرت في مسلسل شي هولك: المحامية على ديزني+.

### صناعات هامر
شركة هامر إندستريز هي شركة تصنيع أسلحة أمريكية كان يقودها سابقًا جاستن هامر ، حتى إلقاء القبض عليه في معرض ستارك . بعد إعلان توني ستارك غير المسبوق بأن شركته لن تقوم بعد الآن بتصنيع الأسلحة، حصلت شركة هامر إندستريز على عقد الأسلحة للقوات المسلحة الأمريكية . ومع ذلك، وعلى الرغم من ادعاءاتها، فإن معظم الأسلحة التي تنتجها شركة هامر إندستريز معيبة أو ضعيفة.
ظهرت في فيلم آيرون مان 2 .

### موردوك وماكدوفي
موردوك & ماكدوفي هو مكتب محاماة أسسه مات موردوك وكيرستن ماكدوفي .
ظهرت في مسلسل ديرديفيل: يولد من جديد على ديزني+.

### نيلسون، موردوك وبيج
نيلسون، موردوك وبيج هو مكتب محاماة يقع في هيلز كيتشن، نيويورك أسسه فوغي نيلسون ، مات موردوك وكارين بيج . تم حل الشركة بعد وفاة نيلسون.
ظهرت في مسلسل ديرديفيل: يولد من جديد على ديزني+.

### أوسكورب
أوسكورب هي شركة متعددة الجنسيات تبلغ قيمتها مليارات الدولارات أسسها الصناعي الشهير نورمان أوزبورن . تتعامل الشركة عادة مع العلوم التجريبية والأبحاث العسكرية وعلم الوراثة بين الأنواع. يعرض نورمان على بيتر باركر فرصة تدريب حصري في الشركة، ويقبل بيتر ذلك بكل سرور.
ظهرت في المسلسل المتحرك سبايدرمان الجار الودود على ديزني+.

### تقنيات بيم
كانت شركة تقنيات بيم شركة متعددة الجنسيات تعمل في مجال التكنولوجيا والأبحاث العلمية أسسها هانك بيم ثم استولى عليها لاحقًا تلميذه دارين كروس . بعد رحيله عن شيلد ، أسس بيم الشركة لدراسة ميكانيكا الكم ، ولكن تم التصويت له لاحقًا للخروج من شركته بواسطة كروس وابنته، هوب فان داين . كان كروس مهووسًا بإعادة إنشاء جزيئات بيم الأسطورية، وفي النهاية نجح في إنشاء بدلة السترة الصفراء ، على أمل بيعها للجيش أو المنظمات الإرهابية وكان يخطط لإعادة تسمية الشركة إلى كروس تكنولوجيز . وفي النهاية، يتم إيقافه من قبل بيم، وفان داين، وسكوت لانغ ، ويتم تدمير المقر الرئيسي للشركة. بعد فترة من إلغاء اتفاقيات سوكوفيا ، أعادت فان داين شراء شركة والدها وأطلقت عليها اسم مؤسسة بيم فان داين ، لاستخدام جزيئات بيم بطرق جديدة ومبتكرة للمساعدة في تعزيز الجهود الإنسانية.   
ظهرت في أفلام الرجل النملة و الرجل النملة والدبورة: كوانتمانيا .

### شركة روكسون
شركة روكسون هي شركة صناعية ضخمة تدخل في صراعات متكررة مع شيلد والأبطال الخارقين الآخرين بسبب استعدادها لاستخدام أساليب غير أخلاقية.
تظهر شركة روكسون للنفط في المسلسل التلفزيوني العميلة كارتر ، الذي تدور أحداثه في أربعينيات القرن العشرين. في الحلقة " الآن ليس النهاية "، يتعاون موظف روكسون مايلز فان إيرت (يجسد دوره جيمس أوربانياك ) مع عملاء ليفياثان لإنشاء المزيد من مادة النيترامين المدمرة التي ابتكرها هوارد ستارك في مصفاة روكسون. تتسلل عميلة الاحتياطي العلمي الاستراتيجي (SSR) بيغي كارتر إلى المنشأة، لكن عميل ليفياثان ليت برانيس يستخدم قنبلة نيترامين لتفجير المصفاة. في الحلقة " الجسر والنفق "، يلتقي رئيس شركة روكسون هيو جونز مع نائب مدير SSR روجر دولي والعميل جاك تومسون بشأن الانفجار، ويستنتج أن الجاني سيكون ينبعث منه أشعة فيتا، ثم يأمر لاحقًا باعتقال فان إيرت. في الحلقة " نظرة في الظلام "، أقنع جونز ومجلس التسعة كالفن تشادويك بالتركيز على حملة انتخابية لمجلس الشيوخ بدلاً من شركة إيزوداين إنرجي. في الحلقة " المهمة الذرية "، تتسلل بيجي إلى فرع روكسون في لوس أنجلوس بحثًا عن القنابل الذرية التي يحملونها. بمجرد اكتشافها للموقع، قامت هي وشريكها إدوين جارفيس وعملاء SSR بالتسلل إلى المنشأة وتعطيل القنابل قبل أن تتمكن مجموعة ويتني فروست من الحصول على الأجهزة.
في فيلم Marvel One-Shot ، حدث شيء مضحك في الطريق إلى مطرقة ثور ، يتوقف العميل فيل كولسون في محطة وقود تحمل علامة روكسون التجارية في طريقه إلى ألباكيركي ، نيو مكسيكو . في فيلم آيرون مان 3 ، تسبب ناقلة النفط نوركو في تسرب نفطي، مما أدى إلى احتجاز محاسب روكسون توماس ريتشاردز (الذي جسد دوره توم فيرتشو ) أسيرًا من قبل تريفور سلاتيري وإعدامه على ما يبدو في بث مباشر قبل أن ينفصلا لاحقًا. تم احتجاز الناقلة المذكورة لاحقًا في حوض شحن حيث خطط ألدريتش كيليان لإعدام الرئيس ماثيو إليس . كان من المقرر في الأصل أن يظهر سيمون كريغر في المسودات المبكرة، لكن تم استبداله بكيليان.   
يظهر قسم سايبرتك التابع لشركة روكسون في المسلسل التلفزيوني عملاء شيلد. في الحلقة " TRACKS "، قاموا بتزويد إيان كوين بتكنولوجيا مشروع ديثلوك لتحويل مايك بيترسون إلى سايبورغ. في الحلقة " Ragtag "، يقود كولسون فريق شيلد في التسلل إلى سايبرتك لسرقة ملفات على مشروع ديثلوك، ويكتشف أن عميل شيلد الذي تحول إلى هايدرا جون غاريت كان أول موضوع اختبار في هذه العملية.  في الحلقة " بداية النهاية "، يقوم مدير منشأة التصنيع في سايبرتيك كايل زيلر بإعداد فريق من ديثلوكس لمحاربة فريق كولسون. لكن بعد هزيمتهم، يواصل غاريت وهيدرا تنفيذ خططهما بينما يقتحم فريق كولسون مدينة سايبرتيك ويأخذ زيلر رهينة، معتقدين أنه يعمل لصالح هيدرا. عندما تكتشف العميلة سكاي أن هايدرا تحتجز زوجة زيلر كرهينة، تحررها بينما يهزم باقي فريق الدرع قوات جاريت. اعتبارًا من الحلقة " Principia "، تم إغلاق سايبرتك بعد هزيمة غاريت أثناء وجود إكس-إس.ساعد طالب أكاديمية هيلد، توني كين، في تزييف وفاة علماء سايبرتك لمساعدتهم في العثور على عمل جديد، مع قيام أحدهم لاحقًا بتقديم معلومات إلى العميل ألفونسو "ماك" ماكنزي . 
تظهر روكسون في المسلسل التلفزيوني ديرديفيل . في الحلقة " نيلسون ضد مردوك "، يصور الفلاش باك مات موردوك وفوغي نيلسون وهما يتدربان في شركة المحاماة لاندمان وزاك، اللذان رفعا دعوى قضائية ضد رجل أصيب بالسرطان أثناء عمله في مصنع روكسون وزعما أن الرجل كشف أسرارًا ملكية.  في الحلقة " كينباكو "، اقتحمت إليكترا ناتشيوس أنظمة روكسون للحصول على معلومات، واكتشفت أن الشركة مرتبطة باليد .
يظهر روكسون في الموسم الأول من المسلسل التلفزيوني Cloak & Dagger . في الحلقة " سباقات الانتحار "، يتلقى مشرف منصة خليج روكسون، ناثان بوين، مكالمة طوارئ ويحاول إغلاق المنشأة. ومع ذلك، تنهار المنصة، مما يؤدي إلى إطلاق الطاقة التي من شأنها أن تحول تاندي بوين وتيرون جونسون وكذلك أندريه ديشاين إلى كائنات خارقة.   في الحلقة " هجوم برينستون "، يقوم بيتر سكاربورو (الذي جسد دوره واين بيري ) الرئيس التنفيذي الجشع لإدارة المخاطر في روكسون بتشويه سمعة ناثان بسبب الحادث بينما يلتقي تاندي مع الموظفة المدافعة عن البيئة مينا هيس (التي جسدت دورها آلي ماكي ).  في الحلقة " Funhouse Mirrors "، كشفت مينا أن والدها إيفان هيس (الذي جسد شخصيته تيم كانج ) كان شريكًا لناثان الذي أصيب بالذهول وتم نقله إلى المستشفى بعد انهيار المنصة.  في الحلقة " Lotus Eaters "، تمكن Tandy و Tyrone في النهاية من شفاء إيفان من الصدمة وإعادة توحيده مع مينا.  في الحلقة " انهيار المستعمرة "، يواجه تاندى ومينا سكاربورو، الذي يكشف أنه كان على دراية كاملة بالطاقة الموجودة تحت المنصة واستأجر قاتلًا يُدعى آشلي (تجسد دوره فانيسا موتا) للقضاء على أي شخص يقترب كثيرًا. في النهاية، أدت قوى تندي إلى وضع سكاربورو في حالة ذهول مماثلة لحالة إيفان، وتم العثور على سكاربورو لاحقًا بواسطة آشلي. 
تظهر محطة خدمة روكسون في الحلقة الأولى من المسلسل التلفزيوني مارفل هيلستروم . 
تظهر روكسون أيضًا في أفلام آيرون مان و آيرون مان 2 و آيرون مان 3 وسلسلة هولو الهاربون وسلسلة ديزني+ لوكي و إكو.

### صناعات ستارك
شركة ستارك إندستريز هي شركة أسسها هوارد ستارك ثم سلمت ملكيتها إلى توني ستارك . أثناء الحرب العالمية الثانية ، ساعد الشاب هوارد ستارك الاحتياطي العلمي الاستراتيجي في برنامج الجندي الخارق، وقدم مساعدة أساسية إلى ستيف روجرز والعميلة بيغي كارتر . تم تعديل شعار شركة صناعات ستارك ليتناسب مع فترة الأربعينيات من القرن العشرين. عندما أصبح توني الرئيس التنفيذي للشركة، ظهرت الشركة بشعار مشابه لشعارات شركتي نورثروب غرومان ولوكهيد مارتن ، وتم الترويج لها على أنها تطور العديد من أنظمة الأسلحة نفسها التي كانت شركة لوكهيد مارتن مسؤولة عن تطويرها، مثل إف-22 رابتور و إف-16 فايتينغ فالكون. بعد وفاة والد توني هوارد، أصبح أوباديا ستين الرئيس التنفيذي للشركة ثم تنازل عن منصبه عندما كبر توني بما يكفي لإدارة الشركة. بعد عودة ستارك من أفغانستان، أعلن أنه سيغلق قسم الأسلحة في الشركة، مما أدى إلى انخفاض أسهم الشركة بنحو 40.7%.
في عام 2010، أصبحت بيبر بوتس، عشيقة ستارك وزوجته في النهاية، الرئيسة التنفيذية للشركة.  استضافت شركة ستارك إندستريز، لأول مرة منذ عام 1974، معرض ستارك الشهير في فلشنغ مادوز .  في عام 2012، افتتح توني ستارك برج ستارك في مدينة نيويورك . بعد غزو تشيتوري ، سقطت جميع الحروف التي تشكل كلمة "ستارك" على جانب البرج تقريبًا، ولم يتبق سوى الحرف "A" - وهو يعكس شعار المنتقمون الذي سيحل محل الحروف لاحقًا. في عام 2013، كانت بيبر لا تزال الرئيسة التنفيذية لشركة ستارك إندستريز وكان هابي هوغان رئيس الأمن. ينادي هابي على سكرتيرة خارج الكاميرا تدعى بامبي في إشارة إلى بامبي أربوغاست.  يُقال لاحقًا أن الشركة صممت معدات الطيران المجنحة لسام ويلسون ،  بالإضافة إلى أنظمة الدفع الخاصة بحاملات الطائرات المروحية المعاد تصميمها. بعد حل شيلد ، شوهدت ماريا هيل وهي تتقدم بطلب للحصول على وظيفة في قسم الموارد البشرية في شركة صناعات ستارك.
كما أن للشركة تأثير سلبي، حيث يتذكر واندا وبييترو ماكسيموف طفولتهما في دولة سوكوفيا الخيالية، حيث تعرضت الشقة التي كانت تعيش فيها عائلة ماكسيموف للهجوم بقذائف هاون من إنتاج شركة ستارك إندستريز، مما أدى إلى مقتل والديهم. وهذا من شأنه أن يكون أساس كراهيتهم لستارك.
أصبح المستودع السابق لشركة صناعات ستارك لاحقًا المقر الرئيسي الجديد للمنتقمين . تم الكشف في عام 2016 عن أن السيطرة على الأضرار هو مشروع مشترك بين شركة صناعات ستارك والحكومة الأمريكية لتنظيف مدينة نيويورك في أعقاب الغزو.
في عام 2024، قامت مجموعة من الموظفين السابقين الساخطين في شركة ستارك إندستريز بقيادة كوينتين بيك بإنشاء بطل خارق مصطنع يدعى ميستيريو باستخدام تقنية الواقع المعزز "BARF" الخاصة بشركة ستارك إندستريز لإحداث الفوضى أثناء استخدام الطائرات بدون طيار لتتظاهر بأنها عناصر. تم إيقافهم بواسطة بيتر باركر ، لكن ويليام جينتر ريفا تمكن من تسريب هوية سبايدر مان إلى DailyBugle.com. 
ظهرت في أفلام آيرون مان و هولك الخارق و Iron Man 2 و Captain America: The First Avenger و The Avengers و Iron Man 3 و Captain America: The Winter Soldier و Avengers: Age of Ultron و Ant-Man و Captain America: Civil War و Spider-Man: Homecoming و Avengers: Infinity War و Avengers: Endgame و Spider-Man: Far From Home و Spider-Man: No Way Home ؛ وMarvel One-Shot The Consultant ؛ بالإضافة إلى سلسلة أيه بي سي عملاء شيلد و العميلة كارتر وسلسلة ديزني+ ماذا لو...؟ .

### صحيفة ديلي بيوغل
The Daily Bugle (المعروف سابقًا باسم TheDailyBugle.net ) هو منفذ إخباري مثير للضجة على غرار InfoWars الخاص بـ Alex Jones ومقره في مدينة نيويورك ويستضيفه J. Jonah Jameson .  في عام 2024، أصدر الموقع لقطات مزورة تدين سبايدر مان بتهمة قتل ميستيريو وكشفت عن هويته السرية باعتباره بيتر باركر وكذلك لزملائه نيد ليدز ومايكل جاكسون . انضمت بيتي برانت لاحقًا إلى الشركة بموجب فترة تدريب كمراسلة لجيمسون. بعد المحاولة الثانية الناجحة للدكتور سترينج لمحو معرفة العالم بهوية بيتر المدنية وانتصار ميستيريو، يستأنف جيمسون تغطيته لنشاط الرجل العنكبوت، بينما يعد مشاهديه بأنه سيكتشف ذات يوم الحقيقة وراء هويته السرية. ظهرت في أفلام MCU Spider-Man: Far From Home و Spider-Man: No Way Home ، وهي سلسلة من مقاطع الفيديو التسويقية الفيروسية على YouTube وTikTok التي تحمل نفس الاسم ، وكذلك في مشهد منتصف الاعتمادات في فيلم Sony's Spider-Man Universe (SSU) Venom: Let There Be Carnage .

### أخبار العالم WHIH
WHIH World News هي شبكة تلفزيونية تابعة لشركة VistaCorp تقدم الأخبار السياسية والعلمية والترفيهية. يقدم برنامجها WHIH Newsfront كريستين إيفيرهارت وويل آدامز. على مر السنين، غطت قصصًا عن تفجيرات سوكوفيا، ومؤتمر توني ستارك الصحفي "أنا الرجل الحديدي"، وحفل افتتاح معرض ستارك لعام 2011، والصدام بين الهيكل والجيش في جامعة كولفر ، وعواقب انتفاضة الهيدرا ، وأفكار ويلسون فيسك عن ديريديفيل ، ومعركة سوكوفيا ، واقتحام سكوت لانج لشركة فيستا كورب، وإنشاء وحدة احتواء التهديدات المتقدمة (ATCU)، وإعادة ظهور داني راند ، ومقابلة مع الدكتور ستيفن سترينج ، وتعيين ثاديوس روس وزيرًا للخارجية ، وعواقب حادثة لاغوس، وتوقيع اتفاقيات سوكوفيا ، وعودة المعاقب ، والمشاهدات المبلغ عنها للإنهومانز ، وأنشطة الهاربين ، والهجوم الفضائي في مدينة نيويورك، والاحتفالات العالمية التي أعقبت بليب ، وتعيين جون ووكر كـ كابتن أميركا الجديد، وهجوم "محطمي الأعلام " على مجلس الإعادة العالمي في نيويورك.
ظهرت في أفلام The Incredible Hulk و Iron Man 2 و Black Widow و Eternals ؛  وسلسلة ABC Agents of SHIELD و Inhumans ، وسلسلة Netflix Daredevil و Jessica Jones و Luke Cage و Iron Fist و The Punisher ، وسلسلة Hulu Runaways ، وسلسلة Disney+ WandaVision و The Falcon and the Winter Soldier ؛ وهي المحور الرئيسي لسلسلة الويب WHIH Newsfront ، والتي كانت بمثابة حملة تسويق فيروسية لـ Ant-Man و Captain America: Civil War .

### مستشارو الأمن X-Con
X-Con Security Consultants هي شركة أمنية أسسها سكوت لانج، ولويس ، وديف ، وكورت . في حين أن سكوت يخضع للإقامة الجبرية لانتهاكه اتفاقيات سوكوفيا، فإن لويس هو من يديرها.
ظهرت في فيلم Ant-Man and the Wasp .

## المنظمات الإجرامية

### الأرامل السود
الأرامل السود هي مجموعة من القتلة الذين تخرجوا من الغرفة الحمراء ، وهو برنامج يقوده الجنرال دريكوف . نشأت الغرفة الحمراء من برنامج ما قبل الحرب العالمية الثانية الذي أنتج العميل السوفيتي النائم دوتي أندروود . بحلول ثمانينيات القرن العشرين، اختطفت الغرفة الحمراء بقيادة دريكوف فتيات يتيمات صغيرات لتدريبهن كقاتلات محترفات على يد أفراد مختلفين، بما في ذلك السيدة ب. وميلينا فوستوكوف . ومن بين خريجي البرنامج ناتاشا رومانوف ، وييلينا بيلوفا ، وروث بات سيراف .
بعد هروب رومانوف وانشقاقها إلى شيلد ، نفذ دريكوف تقنية التحكم في العقل للسيطرة على الأرامل ومنع انشقاقهن. تم إنهاء البرنامج في عام 2016 بعد تدمير مقر الغرفة الحمراء على يد رومانوف وبيلوفا، وذهبت كل أرملة ناجية في طريقها المنفصل. واصلت بيلوفا تحرير الأرامل الدوليات الأخريات من سيطرة دريكوف على العقول، بينما أصبحت بات سيراف مستشارة أمنية للرئيس ثاديوس روس .
في عالم بديل حيث أصبحت الكابتن بيغي كارتر أول المنتقمين، تم القبض على ستيف روجرز من قبل الغرفة الحمراء في عام 1953 وتم غسل دماغه ليكون أحد عملائهم. في عام 2014، استخدمت ميلينا فوستوكوف (زعيمة الغرفة الحمراء بعد وفاة دريكوف على يد ناتاشا رومانوف) والعديد من الأرامل روجرز المغسول دماغه لوضع فخ لكل من كارتر ورومانوف. تتقاتل الأرامل مع رومانوف الذي يهزمهن وميلينا.
ظهرت في فيلم الأرملة السوداء و كابتن أمريكا: عالم جديد شجاع ، بالإضافة إلى مسلسل ديزني+ ماذا لو..؟ و هوك آي . يظهر البرنامج السابق في برنامج تلفزيوني على قناة أيه بي سي بعنوان العميلة كارتر .

### مجلس كانغ
مجلس كانغ هو جمعية تتكون من العديد من المتغيرات من كانج الفاتح عبر الكون المتعدد ، مثل إيمورتوس ، وراما توت ، وسنتوريون .
ظهروا في مشهد منتصف الاعتمادات في فيلم الرجل النملة والدبورة: كوانتمانيا .

### محطمو الأعلام
محطمو الأعلام هو فريق من الأفراد المعززين الذين يعارضون جميع أشكال القومية، معتقدين أن الحياة كانت أفضل أثناء فترة الومضة . تنشر المجموعة رسائل في المنتديات عبر الإنترنت وتترك أدلة حول العالم باستخدام الواقع المعزز. بقيادة كارلي مورغينثاو ، حصل أعضاؤها على قوة متزايدة من خلال تناول مصل الجندي الخارق الذي قدمه لهم وسيط القوة . في النهاية، يتحولون ضد سمسار السلطة، الذي تم الكشف عنه لاحقًا بأنه شارون كارتر .
ظهروا في مسلسل الفالكون وجندي الشتاء على ديزني+.

### هيدرا
هيدرا هو قسم الأبحاث العلمية السابق للحزب النازي لأدولف هتلر ومنظمة إرهابية سرية مسؤولة عن التسلل إلى شيلد في العصر الحديث.
تأسست الهيدرا في الأصل كعبادة غير إنسانية مخصصة لعبادة الخلية واستمرت في الوجود عبر القرون قبل أن تصبح جزءًا من ألمانيا النازية تحت قيادة هتلر. تم إنشاء التجسيد الحديث من قبل هتلر لمتابعة أساليب إنشاء أسلحة متقدمة لمساعدة قوى المحور في الفوز بالحرب العالمية الثانية . في البداية، بقيادة يوهان شميدت ، استحوذت هيدرا على التيسيراكت وأجرت أبحاثًا عليها لتسخير الطاقة التي تطلقها لتشغيل الأسلحة. لقد أصبح ولاء هيدرا لرؤسائها النازيين سطحيًا فقط؛ حيث كان شميدت ينوي تسخير إمكانات التيسيراكت للإطاحة بهتلر وفي النهاية العالم، معتقدًا أن البشرية لا يمكن الوثوق بها فيما يتعلق بحريتها. ومع ذلك، خلال الحرب، تعلمت هيدرا، وخاصة بسبب هجمات ستيف روجرز على عملياتها، أن البشرية سوف تناضل دائمًا من أجل حريتها. بعد اختفاء شميدت وجهود روجرز الناجحة لإفشال خطط شميدت لمهاجمة المدن حول العالم، هُزمت هيدرا وسقطت. بعد الحرب العالمية الثانية، تم تأسيس منظمة شيلد من قبل أعضاء سابقين في الاحتياطي العلمي الاستراتيجي ، واستخدمت عملية مشبك الورق ، لتجنيد العلماء السابقين في هيدرا ذوي القيمة الاستراتيجية. وكجزء من هذه العملية، تم تجنيد أرنيم زولا ثم بدأ بعد ذلك في إصلاح هيدرا سراً من داخل شيلد. وعملت هيدرا بشكل سري داخل شيلد، حيث نظمت انقلابات سياسية وحروباً (بما في ذلك الحرب الباردة ) واغتيالات (بما في ذلك اغتيال هوارد وماريا ستارك )، بهدف زعزعة استقرار حكومات العالم ودفع البشرية إلى التنازل عن حريتها في مقابل الأمن. تمكن عميل الهيدرا جيديون ماليك من التسلل إلى مجلس الأمن العالمي . تم الكشف عن عمليات هيدرا في وقت لاحق من قبل روجرز بعد سقوط شيلد، وتم مطاردة بقاياهم وهزيمتهم من قبل المنتقمون وعملاء شيلد المتبقين.
ظهرت هيدرا في أفلام كابتن أمريكا: المنتقم الأول و كابتن أمريكا: جندي الشتاء و المنتقمون: عصر ألترون و الرجل النملة و كابتن أمريكا: الحرب الأهلية و المنتقمون: نهاية اللعبة ؛ بالإضافة إلى سلسلة أيه بي سي عملاء شيلد و العميلة كارتر، وسلسلة ديزني+ واندا فيجن عبر الفلاش باك و ماذا لو...؟ .

### المخابرات
المخابرات هي منظمة إجرامية عبر الإنترنت أسسها تود فيلبس وأشخاص مؤثرين آخرين يقومون بمضايقة الأشخاص الذين ينتمون إلى مجموعات تمييزية.
ظهرت في مسلسل ديزني+ شي هولك: المحامية.

### اللصوص
كان اللصوص مجموعة من قراصنة الفضاء الذين استغلوا تدمير جسر قوس قزح في أسكارد وأحدثوا الفوضى في جميع أنحاء العوالم التسعة، حتى أوقفهم ثور ، وسيف ، والمحاربون الثلاثة ، والآينهيرجار .
لقد ظهروا في فيلم ثور: العالم المظلم.

### المدمرون
المدمرون هي عصابة إجرامية بين النجوم تضم اللصوص والمهربين والمجرمين وقطاع الطرق والمرتزقة وصائدي المكافآت وقراصنة الفضاء. هناك ما يقرب من مائة فصيل من المدمرون في جميع أنحاء المجرة، كل منها يقودها قائد مستقل. تنص قواعدهم الأخلاقية على أن أعضاء فرقة رافاجر لا يسرقون من أعضاء فرقة رافاجر آخرين أو يتاجرون بالأطفال.
ظهروا في أفلام حراس المجرة ، حراس المجرة 2 ، المنتقمون: نهاية اللعبة ، و حراس المجرة 3 ؛ بالإضافة إلى سلسلة الرسوم المتحركة ديزني+ ماذا لو...? .

### جمعية الثعبان
جمعية الثعبان ، والمعروفة أيضًا باسم الثعبان ببساطة، هي منظمة إجرامية يقودها سايدويندر . لقد دخلوا في صراع مع كابتن أمريكا عندما اعترض عملية بيع غير قانونية للأدامانتيوم ، الذي تم سرقته من اليابان ، في أواكساكا .
لقد ظهروا في فيلم كابتن أمريكا: عالم جديد شجاع .

### فريق ستاكار أوغورد
قاد ستاكار أوغورد (الذي جسد شخصيته سيلفستر ستالون) فريقه الخاص من المدمرين. وشمل الأعضاء الآخرون يوندو أودونتا ، وأليتا أوغورد ، وتشارلي-27 ، ومارتينكس ، وماينفريم ، وكروغار (قام بدوره مايكل روكر ، وميشيل يوه ، وفينج راميس ، ومايكل روزنباوم ، ومايلي سايرس ( تارا سترونغ لاحقًا) على التوالي، مع تصوير كروغار من خلال CGI). انحل الفريق في النهاية، ولكن تم لم شمله بعد وفاة زميلهم السابق يوندو.
ظهرت في أفلام حراس المجرة 2 و حراس المجرة 3.

### الحلقات العشرة

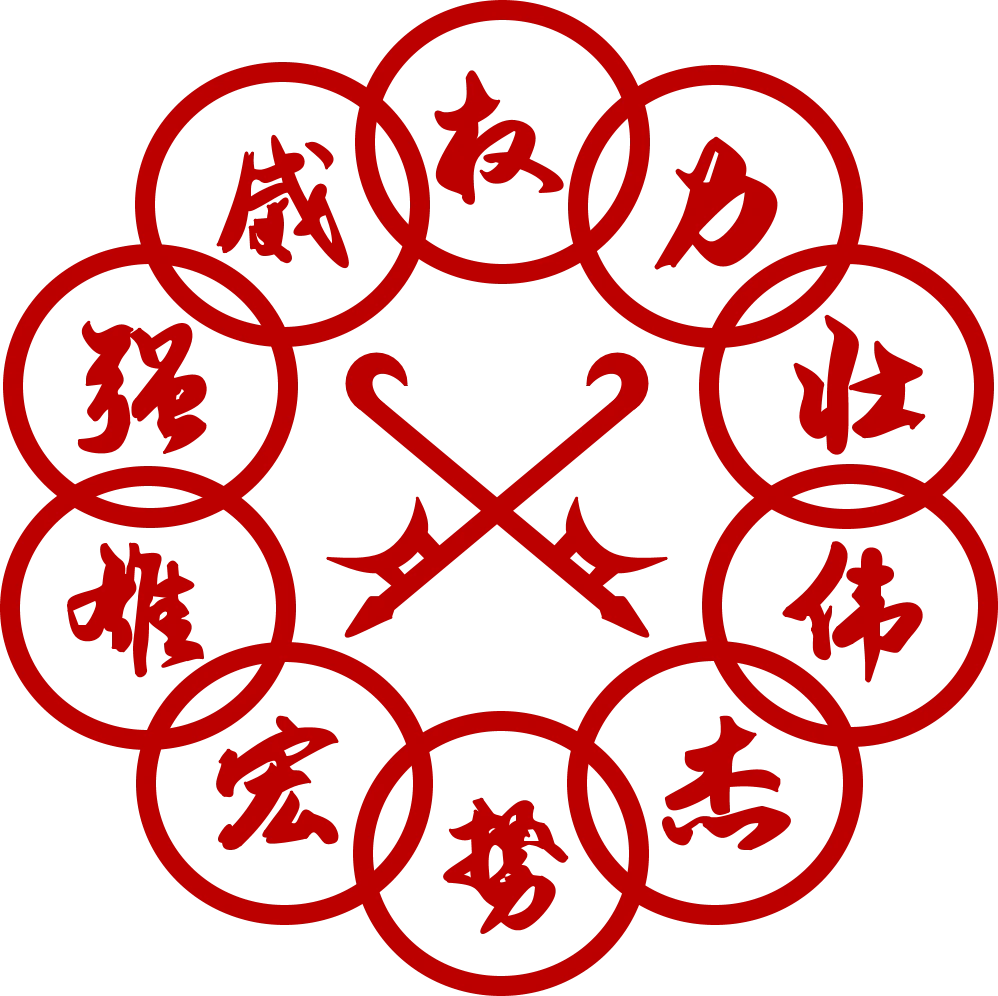
شعار الحلقات العشرة

الحلقات العشر هي منظمة إجرامية سرية أسسها أمير الحرب الخالد شو وينوو منذ ألف عام وسميت على اسم حلقاته العشرة الغامضة. اسم المجموعة هو تكريم للحلقات الكونية العشرة للماندرين في مارفل كومكس . في عام 1996، قام ون وو بحل المنظمة بعد الزواج وتأسيس عائلة، لكنه أعاد تنشيط الحلقات العشر بعد وفاة زوجته، ينغ لي .
في عام 2010، تم تعيين الخواتم العشر من قبل أوباديا ستين لاختطاف توني ستارك في أفغانستان، وكانت الخلية بقيادة رجل يدعى رضا .
وتساعد الخواتم العشرة أيضًا في ترتيب سفر إيفان فانكو إلى موناكو للانتقام من ستارك.
بعد سنوات، قام ألدريتش كيليان من إيم بتعيين الممثل تريفور سلاتري ليقوم بدور وينوو؛ ولأنه غير مطلع على تاريخ وينوو، اخترع كيليان شخصية "المندرين" لسلاتري وجعله يبث دون قصد رسائل دعائية تدعي الفضل نيابة عن الحلقات العشر في الانفجارات الناجمة عن تجارب إيم الفاشلة في إكستريميس . ومع ذلك، بعد إلقاء القبض عليه، يواجه سلاتري جاكسون نوريس في السجن، الذي يكشف له أنه عضو في المجموعة وأن "المندرين" حقيقي.
في عام 2015، كان أحد أعضاء المنظمة أحد المشترين المحتملين لبدلة دارين كروس "السترة الصفراء".
في عام 2024، بدأ وينوو يسمع صوت زوجته المتوفاة، التي أخبرته أنها محاصرة في منزلها السابق، تا لو . يرسل وينوو محاربي الخواتم العشرة للقبض على أطفاله المنفصلين شانغ تشي وشيالينغ من أجل قلاداتهم التي يمكن أن تقوده إلى تا لو. يصل ون وو والعشر خواتم إلى تا لو ويهاجمون القرية لتحرير لي. دون علم وينوو، كان صوت لي هو صوت الساكن المختوم في الظلام ، الذي يتلاعب به لإطلاق سراحه وأتباعه. تشكل الحلقات العشر هدنة مع القرويين لمحاربة التهديد الجديد. بعد وفاة وينوو، أصبح شيالينج الزعيم الجديد للعشر حلقات وبدأ في إعادة هيكلتها من خلال دمج المزيد من المجندات في المنظمة التي كانت مقتصرة في السابق على الذكور فقط.
كانت منظمة الحلقات العشرة من الإبداعات الأصلية لعالم مارفل السينمائي . تشبه المنظمة سي فان من كتب ساكس رومر. في سلسلة الرسوم المتحركة الرجل الحديدي: مغامرات مدرعة ، يقود جين خان، الماندرين، منظمة تونغ؛ تونغ هو اسم نوع من المنظمات الإجرامية للمهاجرين الصينيين في الولايات المتحدة.
ظهرت في أفلام Iron Man و Iron Man 2 و Iron Man 3 و Ant-Man و Shang-Chi and the Legend of the Ten Rings ؛ بالإضافة إلى فيلم All Hail the King وسلسلة Disney+ What If...؟ .
تم دمج الحلقات العشر لاحقًا في عالم Marvel السائد .

### مجموعة تيفان
مجموعة تيڤان هي مجموعة قوية يقودها المجمع . مسؤولة عن تأسيس مستعمرة التعدين Exitar على Knowhere ، تتمتع المجموعة بقوة هائلة وهيبة في عالم الجريمة السفلي في الكون.
ظهرت في أفلام Thor: The Dark World و Guardians of the Galaxy ؛ بالإضافة إلى المسلسل المتحرك What If...? على Disney+.

### مافيا البدلات الرياضية
مافيا البدلات الرياضية هي منظمة إجرامية تعمل في مدينة نيويورك لصالح ويلسون فيسك / كينج بين . في القصص المصورة، كانوا معروفين باسم دراكولا الرياضي.
لقد ظهروا في مسلسل Hawkeye على Disney+.

### طاقم التحطيم
The Wrecking Crew هي مجموعة إجرامية مكونة من أربعة أفراد يستخدمون أدوات بناء أسغاردية مسروقة ومحسنة كأسلحة. تتكون أعضاء المجموعة من Wrecker و Piledriver و Bulldozer و Thunderball . تم تعيينهم من قبل تود فيلبس / هالك كينج لسرقة عينة من دم جينيفر والترز المشعع بأشعة جاما، على الرغم من أنها تقاتلهم.
ظهرت في مسلسل Disney+ She-Hulk: Attorney at Law .

### المتعصبون
كان المتعصبون فصيلًا انفصاليًا من أساتذة الفنون الصوفية بقيادة كايسيليوس . تم منح كايسيليوس وتلاميذه الناجين الخلود الذي أرادوه منذ البداية من دورمامو. لسوء الحظ بالنسبة لهم، فإن التحذيرات التي فشلوا في الانتباه إليها تبين أنها صحيحة حيث تم جر الثلاثة إلى البعد المظلم بعد هزيمة دكتور سترينج لدورمامو.
لقد ظهروا في فيلم دكتور سترينج .

## الوكالات الحكومية

### السيطرة على الأضرار
إدارة مكافحة الأضرار بالولايات المتحدة ( DODC )، والتي يشار إليها غالبًا باسم مكافحة الأضرار ببساطة، هي وكالة حكومية أمريكية، وكانت في السابق وحدة فرعية من شيلد .
في عام 2012، تم تأسيسها بمساعدة شركة صناعات ستارك من أجل تنظيف ما بعد معركة نيويورك . يؤدي هذا إلى خروج شركة أدريان تومز من العمل ويؤدي هذا الأخير إلى حياته الإجرامية باسم النسر. 
في عام 2017، يصل عملاء DODC لتنظيف بنك مدمر ومتجر بقالة.
في عام 2024، يصل عملاء DODC، بقيادة P. Cleary ، إلى شقة بيتر باركر . يأخذونه هو وعمته ماي وصديقيه نيد ليدز وميشيل جونز إلى مركز شرطة نيويورك للاستجواب بعد الكشف عن هويته باعتباره الرجل العنكبوت واتهامه بقتل ميستيريو . لاحقًا، يلتقي كلياري مع هابي هوجان ومات مردوك لمناقشة تقنية ستارك المفقودة. بعد ذلك، يتم استدعاء عملاء DODC بواسطة صحيفة The Daily Bugle إلى شقة هوجان ويشهدون القتال الدائر بين باركر والنازحين متعددي الأكوان ، قبل فتح النار على باركر عندما كان في الأفق.
في عام 2025، بعد نسيان وجود باركر تحت تأثير ستيفن سترينج ، أطلق وكلاء DODC كلياري وسادي ديفر تحقيقًا في المقيمة في جيرسي سيتي والبطلة الخارقة الناشئة كامالا خان ، بعد الاشتباه في أنها تسببت في أضرار وإصابات كبيرة أثناء معرض AvengerCon المحلي. وقد أثارت أساليبهم في تعقبها جدلاً كبيراً بين عامة الناس، ولا سيما غضب الجالية المسلمة الأميركية في المدينة عند محاولتهم (في حالة كلياري، على مضض) مداهمة مسجد مرتبط بشركاء خان. في النهاية، يأمر كلياري ديفر بالتخلي عن العملية نتيجة لردود الفعل العنيفة من الجمهور، ويختار ديفر المضي قدمًا في القبض على خان وكامران وأصدقائهما في مدرسة كولز الأكاديمية الثانوية. تلفت غارة ديفير بعد ذلك انتباه سكان جيرسي سيتي، مما يسمح لهم بالتدخل ومنع فريق مكافحة الأضرار من القبض على خان، الذي يفر في النهاية من مكان الحادث بعد مواساة كامران. وتتسبب الأحداث التالية في طرد ديفير من منصبها من قبل كلياري بسبب عدم قدرتها على الامتثال للأوامر وتعريض الأطفال للخطر.
في نفس العام، يصل عملاء إدارة مكافحة المخدرات إلى حفل توزيع الجوائز السنوي في لوس أنجلوس ، كاليفورنيا، لإلقاء القبض على جينيفر والترز ووضعها في سجنهم شديد الحراسة.
ظهرت في أفلام Spider-Man: Homecoming و Spider-Man: No Way Home ؛ بالإضافة إلى سلسلة Disney + Ms. Marvel و She-Hulk: Attorney at Law .

### المجلس العالمي لإعادة التوطين
المجلس العالمي للعودة ، والمعروف اختصارًا باسم GRC ، هو منظمة دولية أنشأتها حكومات العالم في أعقاب الكارثة النووية ، وهي مسؤولة عن إدارة الموارد للاجئين النازحين بسبب الكارثة النووية.
ظهرت في مسلسل The Falcon and the Winter Soldier على Disney+.

### فيلق نوفا
كان فيلق نوفا هو القوة العسكرية والشرطية المجرية التابعة لإمبراطورية نوفا التي كان مقرها على كوكب زاندر . بقيادة نوفا برايم ،  قام فيلق نوفا في البداية باعتقال حراس المجرة على زاندر بعد أن تسببوا في اضطراب عام وأرسلوهم إلى كيلن ، وهو سجن آمن. لاحقًا، أثناء معركة زاندر، دافع الفيلق عن زاندر من رونان المتهم جنبًا إلى جنب مع الحراس، لكن رونان قام بتدميرهم بالكامل تقريبًا باستخدام حجر الطاقة . بعد المعركة، قام الفيلق بمحو السجلات الجنائية لجميع الحراس امتنانًا، بينما تم وضع الكرة في حوزة الفيلق للحفظ. بعد أربع سنوات، افترض أن فيلق نوفا قد تم القضاء عليه على يد ثانوس أثناء إبادة زاندر في البحث عن حجر القوة كما ذكر ثور . ومن بين الأعضاء البارزين الآخرين في الفيلق رومان دي وديناريان جارثان سال .  
تعمل النسخة السينمائية من فيلق نوفا كقوة شرطة تقليدية، دون ذكر قوة نوفا. عندما سُئل عن فيلم نوفا منفردًا، قال جيمس جان "أعتقد أن هناك دائمًا فرصة لفيلم نوفا." 
في عالم بديل، انضم نيبولا إلى فيلق نوفا بعد أن قتل رونان ثانوس وجامورا، ثم شن حربًا على زاندر.
ظهرت في فيلم Guardians of the Galaxy ومسلسل الرسوم المتحركة Disney+ What If...? . 

### صابير
الاستجابة الاستراتيجية للفيزياء الحيوية الفضائية واللغوية الخارجية ، والمعروفة باسم صابير ، هي نظام دفاع جوي بشري-سكرل تم إنشاؤه ردًا على حرب اللانهاية . بعد الومضة ، كان نيك فيوري هو من قاد المشروع وأبقى على معلومات استخباراتية حول الأبطال الخارقين الحاليين والأبطال الخارقين الجدد.
ظهرت في أفلام Spider Man: Far from Home و The Marvels ؛ بالإضافة إلى مسلسل Disney+ Secret Invasion .

### شيلد
قسم التدخل الاستراتيجي الداخلي والتنفيذ واللوجستيات ، والمعروف باسمه المختصر شيلد ، هو وكالة استخبارات أسسها بيجي كارتر ، وهوارد ستارك ، وتشيستر فيليبس بعد الحرب العالمية الثانية كخليفة للاحتياطي العلمي الاستراتيجي . من بين العملاء والعلماء رفيعي المستوى في تاريخ شيلد المبكر هانك بيم ، وجانيت فان داين ، وأرنيم زولا ، وبيل فوستر ؛ عمل بيم وفان داين سراً باسم الرجل النملة و الدبورة نيابة عن شيلد من الستينيات حتى اختفاء فان داين في عام 1987 واستقالة بيم في عام 1989، على التوالي. في أوائل القرن الحادي والعشرين، تمت ترقية نيك فيوري إلى منصب المدير من قبل السكرتير ألكسندر بيرس ، الذي كان يعمل سراً لصالح هيدرا . في عام 2010، تم إرسال العميل فيل كولسون للتحدث مع توني ستارك وبيبر بوتس بعد اختطافه في أفغانستان ، ولكن قبل أن يتمكن من القيام بذلك، انخرط ستارك في معركة مع أوباديا ستين في بدلة مدرعة متقدمة . لاحقًا، في مؤتمر صحفي، أعلن ستارك علنًا أنه "الرجل الحديدي"، مما دفع فيوري إلى الاقتراب منه في " مبادرة المنتقمون ". شاركت منظمة شيلد أيضًا في هجوم شنته جيش من الطائرات بدون طيار على معرض ستارك، وراقبت نشاط الدكتور بروس بانر ، وشهدت وصول ثور إلى بونتي أنتيجو، نيو مكسيكو ، واستعادت جثة كابتن أمريكا المفقودة منذ فترة طويلة. في عام 2012، قام فيوري بتجميع فريق يتكون من ستة أفراد غير عاديين يُعرفون باسم المنتقمون ردًا على سرقة تيسيراكت من قبل لوكي ، مما أدى إلى معركة نيويورك . بعد الحادث، قام فيوري بإحياء كولسون (الذي قتله لوكي) سرًا عبر مشروع تاهيتي،  بينما انضم روجرز إلى شيلد.
في عام 2014، أثناء انتفاضة الهيدرا ، تم الكشف عن أن الهيدرا كانت تتسلل سراً إلى شيلد منذ العام الذي تأسست فيه، وذلك بفضل زولا، مما أدى إلى تدمير تريسكليون وثلاث حاملات طائرات ومشروع إنسايت ، إلى جانب انهيار كل من شيلد وهيدرا.
في عام 2015، تم إحياء شيلد سراً على يد كولسون وفيوري، حيث ساعد الأخير المنتقمون أثناء معركة سوكوفيا .
في عام 2024، قامت شيلد بإنشاء بدلة خفية لبيتر باركر وأعطاها له أحد العملاء عندما كان في أوروبا.
ظهرت في أفلام آيرون مان و The Incredible Hulk و Iron Man 2 و ثور و Captain America: The First Avenger و The Avengers و Captain America: The Winter Soldier و Avengers: Age of Ultron و Ant-Man و الرجل النملة والدبورة وCaptain Marvel و Spider-Man: Far From Home و الأرملة السوداء ؛ وأفلام Marvel One-Shots مثل The Consultant و A Funny Thing Happened on the Way to Thor's Hammer و Item 47 و Agent Carter ؛ بالإضافة إلى مسلسل ABC Agents of SHIELD ومسلسل Disney+ What If...? .

#### سترايك
الاحتياطي التكتيكي الخاص لحالات الطوارئ الدولية الرئيسية ، والمعروف أيضًا باسم سترايك ، هو وحدة من SHIELD بقيادة ستيف روجرز ، ولكن تم اختراقها أيضًا من قبل عملاء الهيدرا مثل بروك روملو . تظهر لمحة من سجلات شيلد في فيلم المنتقمون أن ناتاشا رومانوف وكلينت بارتون كانا شريكين معًا في فريق سترايك دلتا. 
ظهرت في أفلام Captain America: The Winter Soldier و Avengers: Endgame ؛ بالإضافة إلى مسلسل Disney+ What If...? .

### الاحتياطي العلمي الاستراتيجي
كان الاحتياطي العلمي الاستراتيجي ، أو SSR ، وكالة حرب سرية تابعة للحلفاء أثناء الحرب العالمية الثانية ، أسسها تشيستر فيليبس ، وهوارد ستارك ، وبيغي كارتر ، بناءً على أوامر فرانكلين د. روزفلت . وكان مقرها في لندن. تم استبداله لاحقًا بـ شيلد ، مع تولي نيك فيوري جميع العمليات.
ظهرت في فيلم Captain America: The First Avenger ، ومسلسل ABC Agents of SHIELD و Agent Carter ، ومسلسل Disney+ What If...؟ .

### سورد
قسم مراقبة الأسلحة الحساسة والاستجابة لها ، المعروف باسمه المختصر سورد ، هو وكالة استخبارات أسستها ماريا رامبو . في عام 2020، توفيت رامبو بسبب السرطان، مما دفع تايلر هايوارد إلى خلافتها من خلال تولي منصب المدير بالإنابة الجديد. بموجب توجيهات هايوورد، حصل سورد على جثة فيجن وبدأ عملية محاولة إعادة تنشيطه. في عام 2023، بعد أسبوعين من حدوث الومضة ، خلقت واندا ماكسيموف حالة شاذة حول بلدة ويستفيو، نيو جيرسي ، مما دفع سورد إلى إرسال أحد عملائها، مونيكا رامبو ، لمساعدة وكيل مكتب التحقيقات الفيدرالي جيمي وو في التحقيق في الأمر. بعد أن تم امتصاص رامبو عن طريق الخطأ داخل الشذوذ، قام هايوورد وأعضاء آخرون من سورد بإنشاء قاعدة استجابة مؤقتة خارج المدينة، وجلبوا دارسي لويس للتحقيق بشكل أكبر في الشذوذ. لاحقًا، نجح هايوورد في إعادة تنشيط الرؤية من خلال التعرض لقوة واندا من طائرة بدون طيار، وأرسلها داخل الشذوذ لقتل ماكسيموف ومحاكاة الرؤية. بعد مواجهة متوترة بين عائلة ماكسيموف، وسورد، وأجاثا هاركنيس ، يتم القبض على هايوورد، وتلتقي مونيكا مع سكرل الذي يتظاهر بأنه عميل لمكتب التحقيقات الفيدرالي.
كان من المقرر في الأصل أن يظهر سورد في فيلم ثور ، في مشهد محذوف بعد الاعتمادات حيث يخبر إريك سيلفيج جين فوستر ودارسي بـ "الإشارة المتبادلة" ... مع قاعدة بيانات سورد". ومع ذلك، بسبب التعقيدات مع شركة فوكس للقرن العشرين ، التي كانت تمتلك حقوق الفيلم لأعضاء فرقة سورد لوكهيد وأبيجيل براند في ذلك الوقت، تم حذف المشهد.  كان الفريق الإبداعي وراء العرض التلفزيوني عملاء شيلد ينوي دمج سورد، لكن استوديوهات مارفل رفضت منحه الإذن. 
ظهرت في مسلسل واندا فيجن على ديزني+.

### كلاب الحرب
كلاب الحرب (وتسمى أيضًا هاتوت زارازي ) هم عملاء نائمون مسؤولون عن العمليات السرية وجمع المعلومات الاستخباراتية لصالح واكاندا . يتم وضع وشم على شفاههم لتحديد هويتهم عندما يُطلب منهم ذلك. في عام 1992، زار الملك ت'تشاكا شقيقه نجوبو في أوكلاند ، كاليفورنيا ، حيث كان متمركزًا ككلب حرب. وكشف تشاكا أنه أرسل زوري للتجسس عليه، وطالب بمعرفة سبب مساعدة نجوبو لتاجر الأسلحة في السوق السوداء يوليسيس كلاو في سرقة مخبأ من الفيبرانيوم من واكاندا قبل قتله من أجل إنقاذ حياة زوري.
في عام 2016، تم إنقاذ عضو كلب الحرب ناكيا على يد تي شالا و أوكوي أثناء القيام بمهمة في نيجيريا ، وتم نقله إلى واكاندا لحضور جنازة تي شاكا. لاحقًا، بعد صعود نجاداكا إلى العرش الواكاندي، أمر واكابي بتسليم الفيبرانيوم إلى كلاب الحرب المتمركزين في جميع أنحاء العالم، لكن هذه المؤامرة أحبطت بسبب مقاومة تي شالا وحلفائه في واكاندا.
لقد ظهروا في فيلم النمر الأسود .
يستكشف المسلسل القصير عيون واكاندا تاريخ كلاب الحرب بشكل أكبر.

### مجلس الأمن العالمي
مجلس الأمن العالمي هو مجلس دولي يتكون من سياسيين من بعض أقوى دول العالم التي تعمل كجهة إشرافية على منظمة شيلد. أهدافه المعلنة هي تسهيل التعاون في القانون الدولي والأمن الدولي والتنمية الاقتصادية والتقدم الاجتماعي وحقوق الإنسان وتحقيق السلام العالمي.
ظهرت في أفلام المنتقمون و كابتن أمريكا: جندي الشتاء بالإضافة إلى مسلسل ديزني+ ماذا لو...؟ .

## آخرون

### فيلق ديدبول
فيلق ديدبول هو فريق مكون من العديد من أشكال ديدبول الذين تم إرسالهم إلى الفراغ . زعيمهم هو ليديبول .
ظهرت فرقة فيلق ديدبول في فيلم ديدبول وولفيرين .

### أينهيرجار
الآينهيرجار هو جيش آسغارد الذي كان يخدم العرش الآسغاردي منذ عهد والد أودين، بور. على مدى آلاف السنين، حاربوا الجان الظلاميين ، وعمالقة الجليد ، واللصوص ، بالإضافة إلى قوات هيلا وثانوس . زعيمهم الحالي هو تير .
ظهر أينهيرجار في أفلام ثور ، وثور: العالم المظلم ، وثور: راجناروك ، و المنتقمون: نهاية اللعبة ، و ثور: الحب والرعد ؛ بالإضافة إلى سلسلة ديزني+ ماذا لو...؟ .

### المتنورون
المتنورون هي منظمة أنشأها نسخة بديلة من ستيفن سترينج في الأرض-838 . وتهدف هذه البرامج إلى مراقبة واكتشاف التهديدات المحتملة للكون المتعدد الأوسع. ينضم إلى سترينج كأعضاء في المجلس ماريا رامبو / كابتن مارفل ، وبيغي كارتر / كابتن كارتر ، وبلاكجار بولتاجون / بلاك بولت ، والأستاذ تشارلز كزافييه ، وريد ريتشاردز . عندما استخدم سترينج داركهولد بتهور لمنع غزو ثانوس لعالمهم، اعتبره أقرانه تهديدًا للكون المتعدد، مما أدى إلى إعدامه على يد بولتاجون واستبداله لاحقًا بالساحر الأعلى التالي، كارل موردو . وبعد مرور بعض الوقت، يقوم المتنورون باعتقال ستيفن سترينج من الأرض-616 وسجنه، لأنهم يخشون أن يشكل هو ورفيقته أمريكا تشافيز تهديدًا مماثلًا. ومع ذلك، فإن محاولتهم لتحديد مصيره توقفت على يد واندا ماكسيموف الفاسدة من الأرض-616، التي تسللت إلى مقرهم وقتلت كل عضو في المنظمة (باستثناء موردو) بينما يلاحق سترينج وتشافيز وكريستين بالمر الواقعية كتاب فيشانتي لإخضاعها.    
لقد ظهروا في فيلم دكتور سترينج في جنون الكون المتعدد .

### أساتذة الفنون الصوفية
أساتذة الفنون الصوفية هم جماعة من السحرة مكرسة لحماية العالم من التهديدات الصوفية. نشأت في زمن أجاموتو، وتطورت عبر القرون إلى شكلها الحالي. ومن بين الأعضاء الحاليين والسابقين البارزين الدكتور ستيفن سترينج ، وونغ ، القديم ، كارل موردو / بارون موردو ، كايسيليوس ، جوناثان بانجبورن ، دانيال درام ، هامير ، تينا مينورو ، سول راما ورينترا .
ظهرت في أفلام دكتور سترينج و المنتقمون: نهاية اللعبة و دكتور سترينج في جنون الكون المتعدد ، بالإضافة إلى مسلسل ديزني+ ماذا لو...؟ .

### الآخرون
الآخرون هم قوة مقاومة في الفراغ ضد كاساندرا نوفا وحلفائها. يتكون الفريق من إريك بروكس / بليد ، لورا / إكس-23 ، ريمي ليبيو / جامبيت وإليكترا ناتشوس . وكانت تتكون أيضًا من جوني ستورم / الشعلة البشرية ، وفرانك كاسل / المعاقب ، ومات موردوك / ديرديفيل ، وبيتر ماكسيموف / كويك سيلفر ، وإريك لينسير / ماجنيتو قبل وفاتهم. انضم إلى الفريق لاحقًا ويد ويلسون / ديدبول ولوغان / ولفيرين .
اعتبارًا من عام 2024، ظهروا في فيلم ديدبول وولفيرين (2024).

### الخناجر الحمراء
منظمة الخناجر الحمراء ،  أو ببساطة الخناجر الحمراء ، هي منظمة من المحاربين الصوفيين مقرها في باكستان ومكرسة لحماية العالم من التهديدات بين الأبعاد والخارقة للطبيعة. على وجه التحديد، فإنهم مهتمون بتعقب والقضاء على الجن السريين الذين يحاولون هدم حجاب النور من أجل دمج عالمهم الأصلي مع الأرض. ومن بين الأعضاء الحاليين والسابقين البارزين كريم ووليد.
ظهرت في مسلسل ديزني+ مس مارفل .

### سلطة تباين الوقت

شعار هيئة تباين الوقت

سلطة تباين الوقت ، والمعروفة باسمها الأولي TVA ، هي منظمة تقع خارج المكان والزمان وأنشأها من بقي لضمان الحفاظ على "الخط الزمني المقدس". لقد أنشأ من بقي TVA لمنع المتغيرات الشريرة المتعددة الأكوان من نفسه من الظهور إلى الوجود بعد أن أدت حرب متعددة الأكوان اندلعت بينهما إلى تدميره للكون المتعدد لإيقافهم، من خلال إبقاء "الخط الزمني المقدس" تحت السيطرة. عند بناء TVA، قام بسحب متغيرات من أشخاص مختلفين عبر الزمن، ومحو ذكرياتهم، وجعلهم يعتقدون أنهم و TVA تم إنشاؤهم من قبل حراس الوقت، وبنى أندرويدات لتكون بمثابة حراس الوقت. مس مينيتس هي التميمة المتحركة المجسمة لساعة TVA،  وتم استخدام فندق أتلانتا ماريوت ماركيز لتصوير المقر الرئيسي لـ TVA . 
في عام 2012 البديل الذي زاره المنتقمون خلال سرقتهم الزمنية ، هرب لوكي من برج ستارك مع تيسيراكت بعد هزيمته، مما دفع عملاء TVA إلى احتجازه. في وقت لاحق، كشفت سيلفي لـ لوكي أن جميع عملاء TVA هم متغيرات مأخوذة من خطوط زمنية مختلفة بواسطة من بقي. يتم قتل من تبقى على يد سيلفي بعد رفضها لعرضه بإدارة TVA بينما يقوم موبيوس و بي-15 في نفس الوقت بإغلاق عمليات TVA بعد معرفة أنها متغيرات، مما يؤدي إلى إعادة تأسيس الكون المتعدد . يبدو أن لوكي يجد نفسه في TVA جديدة أمام قامة من يبقى، دون أن يتمكن موبيوس وبي-15 من التعرف عليه،  فقط لكي يتبين أن لوكي بدأ بالفعل في تجربة الانزلاق الزمني بسبب من يبقى وتم إرساله 400 عام إلى ماضي TVA. انزلق لوكي بين الماضي والحاضر حتى ساعده موبيوس وفني TVA أوروبوروس "أو بي" في استقراره. ومع ذلك، بدأ النول الزمني في قلب TVA في التحميل الزائد وانزلق لوكي لفترة وجيزة إلى المستقبل حيث كان في حالة حرجة وتم إخلاء TVA. بالتعاون مع أصدقائه، حاول لوكي إيقاف الانهيار وإنقاذ TVA، معتقدًا أنها الحماية الوحيدة من متغيرات كانغ القادمة.
بعد أن أعاد لوكي تشكيل الكون المتعدد، بما في ذلك الخط الزمني المقدس، إلى شجرة تشبه شجرة إغدراصيلة ، اتبعت TVA مسار لوكي، والتزمت بحماية الكون المتعدد والبحث عن متغيرات كانج.
ظهرت في كلا موسمي مسلسل لوكي على ديزني+ وعادت في الفيلم الروائي ديدبول وولفيرين . تم رؤية شعار TVA في مسلسل شي هولك: المحامية على ديزني+.

## روابط خارجية
- ديلي بيوغل.نت – موقع التسويق الفيروسي